# Höllengebirge
Höllengebirge är en bergskedja i Österrike.   Den ligger i förbundslandet Oberösterreich, i den centrala delen av landet, 210 km väster om huvudstaden Wien.
Höllengebirge sträcker sig 15,5 km i öst-västlig riktning. Den högsta toppen är Großer Höllkogel, 1 862 meter över havet.
Topografiskt ingår följande toppar i Höllengebirge:
- Alberfeldkogel
- Brennerin
- Brunnkogel
- Brunnkogel
- Eiblgupf
- Feuerkogel
- Goffeck
- Großer Höllkogel
- Grünalmkogel
- Helmeskogel
- Hochhirn
- Hochleckenkogel
- Hohe Rehstatt
- Mahdlgupf
- Ofenhöhe
- Schoberstein
- Segenbaumkogel
- Sulzkogel
- Wimmersberg

I omgivningarna runt Höllengebirge växer i huvudsak blandskog. Runt Höllengebirge är det ganska tätbefolkat, med 65 invånare per kvadratkilometer.